# 地球防衛軍 (宇宙戦艦ヤマト)
地球防衛軍（ちきゅうぼうえいぐん）は、アニメ「宇宙戦艦ヤマトシリーズ」に登場する架空の軍隊。

## 凡例
本記事は文中に作品名が多く登場するため、冒頭の本節に便宜上のシリーズ名および作品略称をあらかじめ明記する。
- 『宇宙戦艦ヤマト』 - 『ヤマト』
- 『さらば宇宙戦艦ヤマト 愛の戦士たち』 - 『さらば』
- 『宇宙戦艦ヤマト2』 - 『ヤマト2』
- 『宇宙戦艦ヤマト 新たなる旅立ち』 - 『新たなる旅立ち』
- 『ヤマトよ永遠に』 - 『永遠に』
- 『宇宙戦艦ヤマトIII』 - 『ヤマトIII』
- 『宇宙戦艦ヤマト 完結編』 - 『完結編』
- 『宇宙戦艦ヤマト 復活篇』 - 『復活篇』
- 『宇宙戦艦ヤマト 復活篇 ディレクターズカット版』 - 『復活篇DC版』
- リメイクアニメシリーズ
  - 『宇宙戦艦ヤマト2199』 - 『2199』
  - 『宇宙戦艦ヤマト2202 愛の戦士たち』 - 『2202』
- PSゲームシリーズ
  - PS用ゲーム『宇宙戦艦ヤマト 遥かなる星イスカンダル』 - 『遥かなる星イスカンダル』
  - PS用ゲーム『さらば宇宙戦艦ヤマト 愛の戦士たち』 - 『PS版さらば』
  - PS2用ゲーム『宇宙戦艦ヤマト イスカンダルへの追憶』 - 『イスカンダルへの追憶』
  - PS2用ゲーム『宇宙戦艦ヤマト 暗黒星団帝国の逆襲』 - 『暗黒星団帝国の逆襲』
  - PS2用ゲーム『宇宙戦艦ヤマト 二重銀河の崩壊』 - 『二重銀河の崩壊』

## 概要
西暦2192年、ガミラス帝国の遊星爆弾の攻撃を受け、国際連合の元に結成された軍。その名称通り地球を防衛することを主目的とする組織である。
対侵略者邀撃用の宇宙艦隊として「地球防衛艦隊」（略して「地球艦隊」と呼ばれることが多い）を保有する。『ヤマト2』では連合艦隊という呼称が使用され、『ヤマトIII』に登場する戦艦は地球連邦政府に参加する各国で独自に建造されている。
なお、漫画版や小説版によれば、先進国の中で領土が小さく比較的被害が小さかったため、地球防衛艦隊司令部が日本に設置されているとされる。初期作品の地下都市は東京の地下に存在している設定となっている。『さらば』以降の首都「メガロポリス」は旧地下都市に近い海に面した場所に敷設された。
なお、『ヤマトIII』第3話において、相原義一に届いた緊急動員令電報の文面（文章は全てカタカナで書かれている）に発信者として「チキュウ セイカン ボウエイグン」（地球星間防衛軍）と書かれている。
実写映画版『SPACE BATTLESHIP ヤマト』では、「UNITED NATIONS of SPACE ADMINISTRATION」、略して「UNSA」なる英称が存在し、司令部には上記の名称に加えて「GENERAL HEADQUARTERS」が付属している。また、軍章は現実の国際連合のそれに近いデザインである。

## 組織
『ヤマト2』では組織構造が明確に設定されている。
地球防衛軍は地球連邦の直轄組織であり、地球連邦大統領を頂点として、その下に連邦議会がある。防衛軍のトップは司令長官であり、『ヤマト』から『完結編』まで、藤堂平九郎が務めている。長官の隷下にある総合参謀本部が開く防衛会議で軍の方針を決定する。しかし、劇中では司令長官の独断で作戦を進めることもたびたびある。
|  |  |              |              |              |              |              |              |  |  |                  |                  |                  |                  |                  |                  |  |  |                  |                  |                  |                  |                  |                  |  |  | 地球連邦大統領     |                  |                  |                  |                  |                  |  |  |                  |                  |                  |                  |                  |                  |  |  |                     |                     |                     |                     |                     |                     |  |  |  |  |  |  |  |  |  |  |  |  |  |  |  |  |  |  |  |  |  |  |  |  |  |  |  |  |  |  |  |  |
|  |  |              |              |              |              |              |              |  |  |                  |                  |                  |                  |                  |                  |  |  |                  |                  |                  |                  |                  |                  |  |  |                    |                  |                  |                  |                  |                  |  |  |                  |                  |                  |                  |                  |                  |  |  |                     |                     |                     |                     |                     |                     |  |  |  |  |  |  |  |  |  |  |  |  |  |  |  |  |  |  |  |  |  |  |  |  |  |  |  |  |  |  |  |  |
|  |  |              |              |              |              |              |              |  |  |                  |                  |                  |                  |                  |                  |  |  |                  |                  |                  |                  |                  |                  |  |  | 地球連邦議会       |                  |                  |                  |                  |                  |  |  |                  |                  |                  |                  |                  |                  |  |  |                     |                     |                     |                     |                     |                     |  |  |  |  |  |  |  |  |  |  |  |  |  |  |  |  |  |  |  |  |  |  |  |  |  |  |  |  |  |  |  |  |
|  |  |              |              |              |              |              |              |  |  |                  |                  |                  |                  |                  |                  |  |  |                  |                  |                  |                  |                  |                  |  |  |                    |                  |                  |                  |                  |                  |  |  |                  |                  |                  |                  |                  |                  |  |  |                     |                     |                     |                     |                     |                     |  |  |  |  |  |  |  |  |  |  |  |  |  |  |  |  |  |  |  |  |  |  |  |  |  |  |  |  |  |  |  |  |
|  |  |              |              |              |              |              |              |  |  |                  |                  |                  |                  |                  |                  |  |  |                  |                  |                  |                  |                  |                  |  |  | 地球防衛軍司令長官 |                  |                  |                  |                  |                  |  |  |                  |                  |                  |                  |                  |                  |  |  |                     |                     |                     |                     |                     |                     |  |  |  |  |  |  |  |  |  |  |  |  |  |  |  |  |  |  |  |  |  |  |  |  |  |  |  |  |  |  |  |  |
|  |  |              |              |              |              |              |              |  |  |                  |                  |                  |                  |                  |                  |  |  |                  |                  |                  |                  |                  |                  |  |  |                    |                  |                  |                  |                  |                  |  |  |                  |                  |                  |                  |                  |                  |  |  |                     |                     |                     |                     |                     |                     |  |  |  |  |  |  |  |  |  |  |  |  |  |  |  |  |  |  |  |  |  |  |  |  |  |  |  |  |  |  |  |  |
|  |  |              |              |              |              |              |              |  |  |                  |                  |                  |                  |                  |                  |  |  |                  |                  |                  |                  |                  |                  |  |  | 統合参謀本部       |                  |                  |                  |                  |                  |  |  |                  |                  |                  |                  |                  |                  |  |  |                     |                     |                     |                     |                     |                     |  |  |  |  |  |  |  |  |  |  |  |  |  |  |  |  |  |  |  |  |  |  |  |  |  |  |  |  |  |  |  |  |
|  |  |              |              |              |              |              |              |  |  |                  |                  |                  |                  |                  |                  |  |  |                  |                  |                  |                  |                  |                  |  |  |                    |                  |                  |                  |                  |                  |  |  |                  |                  |                  |                  |                  |                  |  |  |                     |                     |                     |                     |                     |                     |  |  |  |  |  |  |  |  |  |  |  |  |  |  |  |  |  |  |  |  |  |  |  |  |  |  |  |  |  |  |  |  |
|  |  |              |              |              |              |              |              |  |  |                  |                  |                  |                  |                  |                  |  |  |                  |                  |                  |                  |                  |                  |  |  |                    |                  |                  |                  |                  |                  |  |  |                  |                  |                  |                  |                  |                  |  |  |                     |                     |                     |                     |                     |                     |  |  |  |  |  |  |  |  |  |  |  |  |  |  |  |  |  |  |  |  |  |  |  |  |  |  |  |  |  |  |  |  |
|  |  |              |              |              |              |              |              |  |  | 外惑星防衛作戦部 | 外惑星防衛作戦部 | 外惑星防衛作戦部 | 外惑星防衛作戦部 | 外惑星防衛作戦部 | 外惑星防衛作戦部 |  |  |                  |                  |                  |                  |                  |                  |  |  | 内惑星防衛作戦部   | 内惑星防衛作戦部 | 内惑星防衛作戦部 | 内惑星防衛作戦部 | 内惑星防衛作戦部 | 内惑星防衛作戦部 |  |  |                  |                  |                  |                  |                  |                  |  |  | 惑星間輸送連絡部    | 惑星間輸送連絡部    | 惑星間輸送連絡部    | 惑星間輸送連絡部    | 惑星間輸送連絡部    | 惑星間輸送連絡部    |  |  |  |  |  |  |  |  |  |  |  |  |  |  |  |  |  |  |  |  |  |  |  |  |  |  |  |  |  |  |  |  |
|  |  |              |              |              |              |              |              |  |  | 外惑星防衛作戦部 | 外惑星防衛作戦部 | 外惑星防衛作戦部 | 外惑星防衛作戦部 | 外惑星防衛作戦部 | 外惑星防衛作戦部 |  |  |                  |                  |                  |                  |                  |                  |  |  | 内惑星防衛作戦部   | 内惑星防衛作戦部 | 内惑星防衛作戦部 | 内惑星防衛作戦部 | 内惑星防衛作戦部 | 内惑星防衛作戦部 |  |  |                  |                  |                  |                  |                  |                  |  |  | 惑星間輸送連絡部    | 惑星間輸送連絡部    | 惑星間輸送連絡部    | 惑星間輸送連絡部    | 惑星間輸送連絡部    | 惑星間輸送連絡部    |  |  |  |  |  |  |  |  |  |  |  |  |  |  |  |  |  |  |  |  |  |  |  |  |  |  |  |  |  |  |  |  |
|  |  |              |              |              |              |              |              |  |  |                  |                  |                  |                  |                  |                  |  |  |                  |                  |                  |                  |                  |                  |  |  |                    |                  |                  |                  |                  |                  |  |  |                  |                  |                  |                  |                  |                  |  |  |                     |                     |                     |                     |                     |                     |  |  |  |  |  |  |  |  |  |  |  |  |  |  |  |  |  |  |  |  |  |  |  |  |  |  |  |  |  |  |  |  |
|  |  | 宇宙機動部隊 | 宇宙機動部隊 | 宇宙機動部隊 | 宇宙機動部隊 | 宇宙機動部隊 | 宇宙機動部隊 |  |  | 外惑星防衛艦隊   | 外惑星防衛艦隊   | 外惑星防衛艦隊   | 外惑星防衛艦隊   | 外惑星防衛艦隊   | 外惑星防衛艦隊   |  |  |                  |                  |                  |                  |                  |                  |  |  | 内惑星防衛艦隊     | 内惑星防衛艦隊   | 内惑星防衛艦隊   | 内惑星防衛艦隊   | 内惑星防衛艦隊   | 内惑星防衛艦隊   |  |  | 地球本星防衛艦隊 | 地球本星防衛艦隊 | 地球本星防衛艦隊 | 地球本星防衛艦隊 | 地球本星防衛艦隊 | 地球本星防衛艦隊 |  |  | 第一 - 第五輸送艦隊 | 第一 - 第五輸送艦隊 | 第一 - 第五輸送艦隊 | 第一 - 第五輸送艦隊 | 第一 - 第五輸送艦隊 | 第一 - 第五輸送艦隊 |  |  |  |  |  |  |  |  |  |  |  |  |  |  |  |  |  |  |  |  |  |  |  |  |  |  |  |  |  |  |  |  |
|  |  | 宇宙機動部隊 | 宇宙機動部隊 | 宇宙機動部隊 | 宇宙機動部隊 | 宇宙機動部隊 | 宇宙機動部隊 |  |  | 外惑星防衛艦隊   | 外惑星防衛艦隊   | 外惑星防衛艦隊   | 外惑星防衛艦隊   | 外惑星防衛艦隊   | 外惑星防衛艦隊   |  |  |                  |                  |                  |                  |                  |                  |  |  | 内惑星防衛艦隊     | 内惑星防衛艦隊   | 内惑星防衛艦隊   | 内惑星防衛艦隊   | 内惑星防衛艦隊   | 内惑星防衛艦隊   |  |  | 地球本星防衛艦隊 | 地球本星防衛艦隊 | 地球本星防衛艦隊 | 地球本星防衛艦隊 | 地球本星防衛艦隊 | 地球本星防衛艦隊 |  |  | 第一 - 第五輸送艦隊 | 第一 - 第五輸送艦隊 | 第一 - 第五輸送艦隊 | 第一 - 第五輸送艦隊 | 第一 - 第五輸送艦隊 | 第一 - 第五輸送艦隊 |  |  |  |  |  |  |  |  |  |  |  |  |  |  |  |  |  |  |  |  |  |  |  |  |  |  |  |  |  |  |  |  |
|  |  |              |              |              |              |              |              |  |  |                  |                  |                  |                  |                  |                  |  |  |                  |                  |                  |                  |                  |                  |  |  |                    |                  |                  |                  |                  |                  |  |  |                  |                  |                  |                  |                  |                  |  |  |                     |                     |                     |                     |                     |                     |  |  |  |  |  |  |  |  |  |  |  |  |  |  |  |  |  |  |  |  |  |  |  |  |  |  |  |  |  |  |  |  |
|  |  | 空間騎兵隊   | 空間騎兵隊   | 空間騎兵隊   | 空間騎兵隊   | 空間騎兵隊   | 空間騎兵隊   |  |  | 太陽系外周艦隊   | 太陽系外周艦隊   | 太陽系外周艦隊   | 太陽系外周艦隊   | 太陽系外周艦隊   | 太陽系外周艦隊   |  |  | 冥王星圏防衛艦隊 | 冥王星圏防衛艦隊 | 冥王星圏防衛艦隊 | 冥王星圏防衛艦隊 | 冥王星圏防衛艦隊 | 冥王星圏防衛艦隊 |  |  |                    |                  |                  |                  |                  |                  |  |  |                  |                  |                  |                  |                  |                  |  |  |                     |                     |                     |                     |                     |                     |  |  |  |  |  |  |  |  |  |  |  |  |  |  |  |  |  |  |  |  |  |  |  |  |  |  |  |  |  |  |  |  |
|  |  | 空間騎兵隊   | 空間騎兵隊   | 空間騎兵隊   | 空間騎兵隊   | 空間騎兵隊   | 空間騎兵隊   |  |  | 太陽系外周艦隊   | 太陽系外周艦隊   | 太陽系外周艦隊   | 太陽系外周艦隊   | 太陽系外周艦隊   | 太陽系外周艦隊   |  |  | 冥王星圏防衛艦隊 | 冥王星圏防衛艦隊 | 冥王星圏防衛艦隊 | 冥王星圏防衛艦隊 | 冥王星圏防衛艦隊 | 冥王星圏防衛艦隊 |  |  |                    |                  |                  |                  |                  |                  |  |  |                  |                  |                  |                  |                  |                  |  |  |                     |                     |                     |                     |                     |                     |  |  |  |  |  |  |  |  |  |  |  |  |  |  |  |  |  |  |  |  |  |  |  |  |  |  |  |  |  |  |  |  |
|  |  |              |              |              |              |              |              |  |  |                  |                  |                  |                  |                  |                  |  |  |                  |                  |                  |                  |                  |                  |  |  |                    |                  |                  |                  |                  |                  |  |  |                  |                  |                  |                  |                  |                  |  |  |                     |                     |                     |                     |                     |                     |  |  |  |  |  |  |  |  |  |  |  |  |  |  |  |  |  |  |  |  |  |  |  |  |  |  |  |  |  |  |  |  |
|  |  |              |              |              |              |              |              |  |  | 第一 - 第七艦隊  | 第一 - 第七艦隊  | 第一 - 第七艦隊  | 第一 - 第七艦隊  | 第一 - 第七艦隊  | 第一 - 第七艦隊  |  |  | 系内遊動艦隊     | 系内遊動艦隊     | 系内遊動艦隊     | 系内遊動艦隊     | 系内遊動艦隊     | 系内遊動艦隊     |  |  | 火星防衛艦隊       | 火星防衛艦隊     | 火星防衛艦隊     | 火星防衛艦隊     | 火星防衛艦隊     | 火星防衛艦隊     |  |  | 木星防衛艦隊     | 木星防衛艦隊     | 木星防衛艦隊     | 木星防衛艦隊     | 木星防衛艦隊     | 木星防衛艦隊     |  |  | 土星防衛艦隊        | 土星防衛艦隊        | 土星防衛艦隊        | 土星防衛艦隊        | 土星防衛艦隊        | 土星防衛艦隊        |  |  |  |  |  |  |  |  |  |  |  |  |  |  |  |  |  |  |  |  |  |  |  |  |  |  |  |  |  |  |  |  |

防衛軍の兵員は「宇宙戦士」と呼ばれる。現実の軍隊のような階級は存在せず、指揮系統は組織内の役職によって決まっている。敬礼は右拳を左胸に当てる形式が基本だが、挙手の礼をする場合もある（答礼）。ヤマト乗組員とそれ以外の艦および地上勤務者は制服が違うが、どこかしらに錨マークが入っているのは共通している。
なお、『復活篇』では、上条了が古代進に「地球防衛軍一等空佐」と名乗っている。

## 軍事基地・施設
『ヤマト』には地下都市に、『さらば』以降はメガロポリスに地球防衛軍の司令本部が存在する。
また、次世代の宇宙戦士を養成する「宇宙戦士訓練学校」（『ヤマトIII』では「少年宇宙戦士訓練学校」）が存在する。
首都メガロポリスを見下ろす高台にある、戦死した宇宙戦士たちを慰霊・顕彰するための記念施設「英雄の丘」が存在している。ヤマト初代艦長沖田十三の像と、『新たなる旅立ち』以降は戦没者のレリーフが設置されている。ヤマト乗組員の心の拠り所となっており、『さらば』『ヤマト2』では沖田の命日に旧ヤマト乗組員が集結し、『永遠に』では、敵の地上侵攻で散り散りになった一部ヤマト乗組員が集った。
地球以外では、太陽系に月面・金星・火星・アステロイドベルト・木星圏各衛星（イオ・エウロパ・ガニメデ・カリスト）・土星圏各衛星（タイタン）・天王星・海王星・冥王星・第11番惑星などに基地が設置されている。火星以遠の惑星基地は、『さらば』『永遠に』『完結編』などの劇中で、敵の進攻によって壊滅することが多い。
太陽系外では、『ヤマトIII』においてアルファケンタウルス第4惑星を開拓し、基地を設置している。

## 劇中での描写
宇宙戦艦ヤマト
西暦2192年に発足後、圧倒的な科学・技術力の差があるガミラス帝国の侵略に対し、約7年間に渡る防衛戦を行う。しかし、西暦2199年8月21日、冥王星宙域にて沖田十三率いる地球防衛軍艦隊とガミラス帝国艦隊との最後の決戦が行われ、最後の地球防衛艦隊は壊滅する。
敗色濃厚の中、国連宇宙局ではヤマト計画本部が発足（地球防衛軍司令長官が兼任）し、選ばれた人類が脱出するためのヤマト建造も進行していた。その後、イスカンダルからの救援メッセージと波動エンジンの設計図供与により、地球脱出からイスカンダルへの航海へと計画が急遽変更される。
さらば宇宙戦艦ヤマト 愛の戦士たち / 宇宙戦艦ヤマト2
戦後、地球連邦が発足し、地球防衛軍も再建される。イスカンダルからの技術が反映されたことで、戦力が飛躍的に向上している。艦隊は全艦が波動エンジンを搭載し、波動砲が標準装備され、ワープ航行も可能になっている。しかし、ガミラス戦役での消耗による人材不足から、自動化を推し進めている。西暦2201年の対白色彗星帝国戦役で艦隊が壊滅し、再度多数の人員や艦艇を失う。
宇宙戦艦ヤマト 新たなる旅立ち
これまで名前だけだった宇宙戦士訓練学校が劇中に登場し、卒業生がヤマトに新乗組員として乗り込む。
本作の地球は平和であり、ヤマト以外の戦力についての描写はない。
ヤマトよ永遠に
度重なる戦役で人員不足に陥っており、無線コントロールによる無人艦隊を採用し、再建する。
西暦2202年、太陽系外から進入してきた暗黒星団帝国の重核子爆弾により、各惑星基地が全滅する。その後、地球本土への襲撃により短時間で要衝が制圧され、邀撃に出た無人艦隊も黒色艦隊の奇襲を受けたうえ、自律制御機能を持っていなかったためにコントロールセンターが破壊されて機能を停止し、壊滅する。地球全土を占領されるが、地球防衛軍は旧地下都市の防衛軍司令部を利用し、パルチザンとして抵抗活動を続ける。
宇宙戦艦ヤマトIII
『ヤマト2』時の巡洋艦・駆逐艦・パトロール艦（警備艇に艦種変更）が再登場している。また、地球連邦に所属する各国により独自色の強い戦艦が建造されている。
ボラー連邦とガルマン・ガミラス帝国の星間戦争中に出た流れ弾が原因の太陽核融合の異常増進で、人類存亡の危機に陥った際は、藤堂が独断でヤマトを移住可能な新惑星探査任務に就けている。その後、太陽エネルギー省による核融合の抑制の失敗後、第12話で大統領が新惑星探査計画の拡大を決断し、宇宙開拓省を中心に宇宙移民本部が発足。本部長には、地球防衛軍司令長官藤堂平九郎が兼任する形で就任する。ヤマトも宇宙移民移本部に所属となり、アジア州が担当するブロック担当艦として、引き続き探索を続ける。新惑星探査計画は、ボラー連邦によりアリゾナが撃沈されるなど困難を極め、移住可能な惑星を発見できずに頓挫する。
宇宙戦艦ヤマト 完結編
新型の有人艦を配備している。西暦2203年の対ディンギル帝国戦役ではハイパー放射ミサイルの攻撃により、月面基地に駐留していた9隻を除いて艦隊はほぼ全滅し、残存艦9隻も冥王星会戦でヤマトと冬月を残して全滅する。
宇宙戦艦ヤマト 復活篇
『完結編』から17年の間に再編され、数百隻規模の艦隊を保有するまでに戦力を回復する。西暦2220年には移民船団護衛の任務に就くが、第一次移民船団や第二次移民船団に就いていた第1護衛艦隊 - 第6護衛艦隊は星間国家連合艦隊の襲撃を受け、ほぼ全滅する。第三次移民船団についていたヤマト率いる第7護衛艦隊 - 第9護衛艦隊は善戦して多数が生き残る。その後、移民船6隻を引き連れて地球への帰途に就いたドレットノート級2隻を除く艦隊がアマール艦隊と連合艦隊を組織し、星間国家連合艦隊やSUS超巨大要塞との決戦に臨むが、最終的にヤマト以外は全滅する。
なお、ディレクターズカット版では『完結編』以前の旧型艦艇が登場し、太陽系内における残存地球人類の救助活動に当たっている。

## 所有メカ・兵器

### 艦船
艦形名称のみ記載。固有艦名があっても同型艦は除外（ネメシス、冬月など）。

#### 戦艦
- ヤマト級（全作品）
- 沖田艦（『ヤマト』）
- アンドロメダ級（『さらば』『ヤマト2』『復活篇DC版』）
- 主力戦艦（『さらば』『ヤマト2』）
- アリゾナ級（『ヤマトIII』『復活篇DC版』）
- プリンス・オブ・ウェールズ（『ヤマトIII』）
- ビスマルク（『ヤマトIII』）
- ノーウィック（『ヤマトIII』）
- 戦艦（『完結編』）
- スーパーアンドロメダ級戦艦（『復活篇』）
- ドレットノート級主力戦艦（『復活篇』）

#### 空母
- 地球側空母（『ヤマト2』）
- ブルーノア級（『復活篇』『復活篇DC版』）

#### 巡洋艦
- 巡洋艦（『さらば』『ヤマト2』『ヤマトIII』）
- パトロール艦（『さらば』『ヤマト2』『ヤマトIII』『復活篇DC版』）
- 巡洋艦（『完結編』）

#### 駆逐艦
- 雪風型宇宙突撃駆逐艦（『ヤマト』『復活篇DC版』）
- 護衛艦（『さらば』『ヤマト2』）
- 駆逐艦（『さらば』『ヤマト2』『ヤマトIII』）
- 駆逐艦（『完結編』）

#### 無人艦
- 無人艦隊大型艦（『永遠に』）
- 無人艦隊小型艦（『永遠に』）

#### 輸送船・特殊艦船
- 輸送艦（『さらば』）

### 航空機・宇宙艇
- コスモゼロ
- ブラックタイガー
- コスモタイガーII
- コスモハウンド
- コスモパルサー
- 100式探索艇
- 有人パトロール艇
- 救命艇
- 上陸用舟艇
- 中型雷撃艇
- 高速連絡艇
- 修理艇
- 宇宙・大気圏内両用運搬船

### 陸上兵器・地上部隊
- 空間騎兵隊
- 二連砲塔戦車
- 兵員輸送車
- 探索車
- 多弾頭砲

### 衛星兵器
- 戦闘衛星

### 兵器・関連技術
- 波動エンジン
- 波動砲
  - 波動カートリッジ弾
  - 波動爆雷
- ショックカノン
- パルスレーザー砲
- 煙突ミサイル
- ロケットアンカー
- 亜空間ソナー
- 全天球レーダー室
- タイムレーダー
- バルーンダミー
- 空間磁力メッキ
- 対ハイパー放射ミサイル艦首ビーム砲

## PSゲームシリーズでの所有メカ

### 艦船（PSゲーム）
- しゅんらん（春藍）
- ネメシス
- ゆきかぜ・改
- 主力戦艦 前期生産型
- 主力戦艦 後期生産型（甲型）
- 主力戦艦 後期生産型（乙型）
- 主力戦艦 後期生産型（丙型）
- 主力戦艦改級戦闘空母
- 無人戦艦
- 自動超弩級戦艦
- 巡洋艦 前期生産型
- 巡洋艦 後期生産型（甲型）
- 巡洋艦 後期生産型（乙型）
- 巡洋艦 後期生産型（特務型）
- パトロール艦級
- 駆逐艦 前期生産型
- 駆逐艦 後期生産型（甲型）
- 駆逐艦 後期生産型（乙型）
- 駆逐艦 後期生産型（丙型）
- 自動重駆逐艦
- 改彗星帝国ミサイル艦
- 改彗星帝国中型空母
- 改彗星帝国高速駆逐艦
- 防衛軍物資/工場艦

### 航空機・宇宙艇（PSゲーム）
- 一式艦上戦闘攻撃機
- 一式艦攻改・複座艦上偵察機
- 弐式艦上中距離爆撃機

## リメイクアニメシリーズにおける防衛軍
『ヤマト』のリメイクである『2199』では、国連宇宙軍（英称：UNITED NATIONS COSMO FORCE〈略称：UNCF〉）という名称になっており、国連統合軍の陸・海・空・宙の4軍の1つという設定になっている。
さらに、統合軍とは別に、行政を司る国連宇宙局も存在している。
『2202』では、国連の解体と地球連邦の発足に伴い、国連統合軍も再編され、地球連邦防衛軍となっている。宇宙軍の英略称は、『2202』では「UNCF」のままだが、『2205』では「EFCF」（EARTH FEDERATION COSMO FORCE）へと変化している。

### 組織（リメイクアニメ）
『2199』では、国連の元に国連統合軍が存在し、国連宇宙軍・国連地上軍・国連海軍・国連空軍の4軍に大別されていたが、遊星爆弾による爆撃で地表が壊滅したことによって宇宙軍以外の3軍は事実上活動が不可能となり、兵力は地下都市建設要員や宇宙軍の兵力補填に回されているという設定になっている。4軍のほかには軍務局・警務隊・情報部などの組織が存在している。本作ではガミラス来襲に際して結成されたものではなく、ガミラス来襲以前から存在している。
国連宇宙軍の傘下には、宇宙海軍（英称：COSMO NAVY）が存在しており、そのほかには、土方竜が司令官を務める空間防衛総隊や、宇宙海兵隊という組織が存在している。
宇宙海軍の下には沖田十三が司令長官を務める連合宇宙艦隊などが、空間防衛総隊の下には内惑星防衛艦隊や加藤三郎の所属する本土防空隊（「2199」における土方のキャラクター紹介文では「地上軍防空隊」となっており、地上軍の位置付けが変更された経緯がうかがえる。ただし、地上軍が遊星爆弾によって活動を停止した際に、防空隊が空間防衛総隊傘下に回された可能性もある）などが、宇宙海兵隊の下には空間騎兵隊などが存在している。
国連宇宙局の傘下には各行政管区が存在し、極東管区行政府の下には「ヤマト計画」を立案した幕僚監部作戦部9課や同・作戦部6課などがある。
4軍および主要な組織の関係構造は、以下の図のようになっている。
|  |  |                    |            |            |            |            |            |  |  |                |                |                |                | 国際連合       |                |  |  |                |                |                |                |                |                |              |              |                |                |                |                |                |                |  |  |            |            |            |            |            |            |        |        |          |          |          |          |          |          |  |  |                      |                      |                      |                      |                      |                      |  |  |  |  |              |              |              |              |              |              |  |  |            |            |            |            |            |            |  |  |  |  |  |  |  |  |
|  |  | 国連宇宙局         | 国連宇宙局 | 国連宇宙局 | 国連宇宙局 | 国連宇宙局 | 国連宇宙局 |  |  |                |                |                |                |                |                |  |  |                |                |                |                |                |                |              |              | 国連統合軍     | 国連統合軍     | 国連統合軍     | 国連統合軍     | 国連統合軍     | 国連統合軍     |  |  |            |            |            |            |            |            |        |        |          |          |          |          |          |          |  |  |                      |                      |                      |                      |                      |                      |  |  |  |  |              |              |              |              |              |              |  |  |            |            |            |            |            |            |  |  |  |  |  |  |  |  |
|  |  | 国連宇宙局         | 国連宇宙局 | 国連宇宙局 | 国連宇宙局 | 国連宇宙局 | 国連宇宙局 |  |  |                |                |                |                |                |                |  |  |                |                |                |                |                |                |              |              | 国連統合軍     | 国連統合軍     | 国連統合軍     | 国連統合軍     | 国連統合軍     | 国連統合軍     |  |  |            |            |            |            |            |            |        |        |          |          |          |          |          |          |  |  |                      |                      |                      |                      |                      |                      |  |  |  |  |              |              |              |              |              |              |  |  |            |            |            |            |            |            |  |  |  |  |  |  |  |  |
|  |  |                    |            |            |            |            |            |  |  | 軍務局         | 軍務局         | 軍務局         | 軍務局         | 軍務局         | 軍務局         |  |  |                |                |                |                |                |                |              |              |                |                |                |                |                |                |  |  |            |            |            |            | 情報部     | 情報部     | 情報部 | 情報部 | 情報部   | 情報部   |          |          |          |          |  |  |                      |                      |                      |                      |                      |                      |  |  |  |  |              |              |              |              |              |              |  |  |            |            |            |            |            |            |  |  |  |  |  |  |  |  |
|  |  |                    |            |            |            |            |            |  |  | 軍務局         | 軍務局         | 軍務局         | 軍務局         | 軍務局         | 軍務局         |  |  |                |                |                |                |                |                |              |              |                |                |                |                |                |                |  |  |            |            |            |            | 情報部     | 情報部     | 情報部 | 情報部 | 情報部   | 情報部   |          |          |          |          |  |  |                      |                      |                      |                      |                      |                      |  |  |  |  |              |              |              |              |              |              |  |  |            |            |            |            |            |            |  |  |  |  |  |  |  |  |
|  |  | 六大州・各行政管区 |            |            |            |            |            |  |  |                |                |                |                |                |                |  |  |                |                |                |                |                |                |              |              |                |                |                |                |                |                |  |  |            |            |            |            |            |            |        |        |          |          |          |          |          |          |  |  |                      |                      |                      |                      |                      |                      |  |  |  |  |              |              |              |              |              |              |  |  |            |            |            |            |            |            |  |  |  |  |  |  |  |  |
|  |  |                    |            |            |            |            |            |  |  |                |                |                |                |                |                |  |  |                |                |                |                |                |                |              |              |                |                |                |                |                |                |  |  |            |            |            |            |            |            |        |        |          |          |          |          |          |          |  |  |                      |                      |                      |                      |                      |                      |  |  |  |  |              |              |              |              |              |              |  |  |            |            |            |            |            |            |  |  |  |  |  |  |  |  |
|  |  |                    |            |            |            |            |            |  |  | 極東管区軍務局 | 極東管区軍務局 | 極東管区軍務局 | 極東管区軍務局 | 極東管区軍務局 | 極東管区軍務局 |  |  | 警務隊         | 警務隊         | 警務隊         | 警務隊         | 警務隊         | 警務隊         |              |              | 国連宇宙軍     | 国連宇宙軍     | 国連宇宙軍     | 国連宇宙軍     | 国連宇宙軍     | 国連宇宙軍     |  |  | 国連地上軍 | 国連地上軍 | 国連地上軍 | 国連地上軍 | 国連地上軍 | 国連地上軍 |        |        | 国連海軍 | 国連海軍 | 国連海軍 | 国連海軍 | 国連海軍 | 国連海軍 |  |  | 国連空軍             | 国連空軍             | 国連空軍             | 国連空軍             | 国連空軍             | 国連空軍             |  |  |  |  |              |              |              |              |              |              |  |  |            |            |            |            |            |            |  |  |  |  |  |  |  |  |
|  |  | 極東管区行政府     |            |            |            |            |            |  |  | 極東管区軍務局 | 極東管区軍務局 | 極東管区軍務局 | 極東管区軍務局 | 極東管区軍務局 | 極東管区軍務局 |  |  | 警務隊         | 警務隊         | 警務隊         | 警務隊         | 警務隊         | 警務隊         |              |              | 国連宇宙軍     | 国連宇宙軍     | 国連宇宙軍     | 国連宇宙軍     | 国連宇宙軍     | 国連宇宙軍     |  |  | 国連地上軍 | 国連地上軍 | 国連地上軍 | 国連地上軍 | 国連地上軍 | 国連地上軍 |        |        | 国連海軍 | 国連海軍 | 国連海軍 | 国連海軍 | 国連海軍 | 国連海軍 |  |  | 国連空軍             | 国連空軍             | 国連空軍             | 国連空軍             | 国連空軍             | 国連空軍             |  |  |  |  |              |              |              |              |              |              |  |  |            |            |            |            |            |            |  |  |  |  |  |  |  |  |
|  |  |                    |            |            |            |            |            |  |  |                |                |                |                |                |                |  |  |                |                |                |                |                |                |              |              |                |                |                |                |                |                |  |  |            |            |            |            |            |            |        |        |          |          |          |          |          |          |  |  |                      |                      |                      |                      |                      |                      |  |  |  |  |              |              |              |              |              |              |  |  |            |            |            |            |            |            |  |  |  |  |  |  |  |  |
|  |  |                    |            |            |            |            |            |  |  | 宇宙海軍       | 宇宙海軍       | 宇宙海軍       | 宇宙海軍       | 宇宙海軍       | 宇宙海軍       |  |  |                |                |                |                | 空間防衛総隊   | 空間防衛総隊   | 空間防衛総隊 | 空間防衛総隊 | 空間防衛総隊   | 空間防衛総隊   |                |                |                |                |  |  | 宇宙海兵隊 | 宇宙海兵隊 | 宇宙海兵隊 | 宇宙海兵隊 | 宇宙海兵隊 | 宇宙海兵隊 |        |        |          |          |          |          |          |          |  |  |                      |                      |                      |                      |                      |                      |  |  |  |  |              |              |              |              |              |              |  |  |            |            |            |            |            |            |  |  |  |  |  |  |  |  |
|  |  | 幕僚監部           | 幕僚監部   | 幕僚監部   | 幕僚監部   | 幕僚監部   | 幕僚監部   |  |  | 宇宙海軍       | 宇宙海軍       | 宇宙海軍       | 宇宙海軍       | 宇宙海軍       | 宇宙海軍       |  |  |                |                |                |                | 空間防衛総隊   | 空間防衛総隊   | 空間防衛総隊 | 空間防衛総隊 | 空間防衛総隊   | 空間防衛総隊   |                |                |                |                |  |  | 宇宙海兵隊 | 宇宙海兵隊 | 宇宙海兵隊 | 宇宙海兵隊 | 宇宙海兵隊 | 宇宙海兵隊 |        |        |          |          |          |          |          |          |  |  |                      |                      |                      |                      |                      |                      |  |  |  |  | 航宙士官学校 | 航宙士官学校 | 航宙士官学校 | 航宙士官学校 | 航宙士官学校 | 航宙士官学校 |  |  | 航宙技術廠 | 航宙技術廠 | 航宙技術廠 | 航宙技術廠 | 航宙技術廠 | 航宙技術廠 |  |  |  |  |  |  |  |  |
|  |  |                    | 幕僚監部   | 幕僚監部   | 幕僚監部   | 幕僚監部   | 幕僚監部   |  |  |                |                |                |                |                |                |  |  |                |                |                |                |                |                |              |              |                |                |                |                |                |                |  |  |            |            |            |            |            |            |        |        |          |          |          |          |          |          |  |  |                      |                      |                      |                      |                      |                      |  |  |  |  | 航宙士官学校 | 航宙士官学校 | 航宙士官学校 | 航宙士官学校 | 航宙士官学校 | 航宙士官学校 |  |  | 航宙技術廠 | 航宙技術廠 | 航宙技術廠 | 航宙技術廠 | 航宙技術廠 | 航宙技術廠 |  |  |  |  |  |  |  |  |
|  |  |                    |            |            |            |            |            |  |  | 艦隊司令部     | 艦隊司令部     | 艦隊司令部     | 艦隊司令部     | 艦隊司令部     | 艦隊司令部     |  |  | 本土防空隊     | 本土防空隊     | 本土防空隊     | 本土防空隊     | 本土防空隊     | 本土防空隊     |              |              | 月面方面軍     | 月面方面軍     | 月面方面軍     | 月面方面軍     | 月面方面軍     | 月面方面軍     |  |  | 空間騎兵隊 | 空間騎兵隊 | 空間騎兵隊 | 空間騎兵隊 | 空間騎兵隊 | 空間騎兵隊 |        |        |          |          |          |          |          |          |  |  |                      |                      |                      |                      |                      |                      |  |  |  |  |              |              |              |              |              |              |  |  |            |            |            |            |            |            |  |  |  |  |  |  |  |  |
|  |  |                    |            |            |            |            |            |  |  | 艦隊司令部     | 艦隊司令部     | 艦隊司令部     | 艦隊司令部     | 艦隊司令部     | 艦隊司令部     |  |  | 本土防空隊     | 本土防空隊     | 本土防空隊     | 本土防空隊     | 本土防空隊     | 本土防空隊     |              |              | 月面方面軍     | 月面方面軍     | 月面方面軍     | 月面方面軍     | 月面方面軍     | 月面方面軍     |  |  | 空間騎兵隊 | 空間騎兵隊 | 空間騎兵隊 | 空間騎兵隊 | 空間騎兵隊 | 空間騎兵隊 |        |        |          |          |          |          |          |          |  |  |                      |                      |                      |                      |                      |                      |  |  |  |  |              |              |              |              |              |              |  |  |            |            |            |            |            |            |  |  |  |  |  |  |  |  |
|  |  |                    |            |            |            |            |            |  |  |                |                |                |                |                |                |  |  |                |                |                |                |                |                |              |              |                |                |                |                |                |                |  |  |            |            |            |            |            |            |        |        |          |          |          |          |          |          |  |  |                      |                      |                      |                      |                      |                      |  |  |  |  |              |              |              |              |              |              |  |  |            |            |            |            |            |            |  |  |  |  |  |  |  |  |
|  |  |                    |            |            |            |            |            |  |  | 連合宇宙艦隊   | 連合宇宙艦隊   | 連合宇宙艦隊   | 連合宇宙艦隊   | 連合宇宙艦隊   | 連合宇宙艦隊   |  |  | 内惑星防衛艦隊 | 内惑星防衛艦隊 | 内惑星防衛艦隊 | 内惑星防衛艦隊 | 内惑星防衛艦隊 | 内惑星防衛艦隊 |              |              | 外惑星防衛艦隊 | 外惑星防衛艦隊 | 外惑星防衛艦隊 | 外惑星防衛艦隊 | 外惑星防衛艦隊 | 外惑星防衛艦隊 |  |  |            |            |            |            |            |            |        |        |          |          |          |          |          |          |  |  | 南部重工ほか軍需産業 | 南部重工ほか軍需産業 | 南部重工ほか軍需産業 | 南部重工ほか軍需産業 | 南部重工ほか軍需産業 | 南部重工ほか軍需産業 |  |  |  |  |              |              |              |              |              |              |  |  |            |            |            |            |            |            |  |  |  |  |  |  |  |  |

極東管区における国連宇宙軍の作戦名や階級の呼称や用語などには、海上自衛隊のそれに準えた設定が追加されている。また、敬礼は海上自衛隊と同じ、右肘を体から大きく伸ばさずに右手を斜めに立てる様式に改められている。

#### 軍人（リメイクアニメ）
制服はヤマト乗組員とそれ以外の一般将兵とでは艦長職の人間を除いて区別されている。
一般将兵の制服は3種類設定されており、宇宙勤務者などが主に着用している青を基調とした制服、地上勤務者が主に着用している茶を基調とした制服、真田志郎と新見薫が着用していた緑や青を基調とした制服が登場している。ヤマトに乗艦する以前の古代進を含む面々もこれらの制服を着用しており、ヤマトに乗艦してから新たな制服へ着替えている。『2202』では、宇宙勤務者のものは据え置きで、地上勤務者のものは同デザインだが色が灰色になっている。また、軍服以外にも作業服などの各種制服の設定は存在している。
艦長職の軍服は軍帽のほか、左胸に黄色の碇マークが入った襟付きのキャプテンコートを纏っている。また、一部を除いて首元にスカーフを巻いている。襟の色は概ね職責ごとに異なるものとなっており、『2199』では司令官クラスが赤襟、戦艦・巡洋艦艦長が緑襟、駆逐艦艦長が橙襟で登場している。『2202』では、艦長クラスの古代が赤襟（階級が懸絶している土方と同じ赤襟である理由は明言されていない。『2202』は正確性より演出性が優先であり、島の艦長服が緑襟である事も考え合わせれば、むしろヤマト艦内服の色と同じ赤とする事で、古代のパーソナルカラーとして印象付ける制作サイドの狙いによるものと思われる）だったり、新たにアンドロメダ級艦長として青襟、ドレッドノート級艦長として黄襟が登場するなど、色の区別は前作から改められている。
「宙将」「一等宙尉」などの階級が設定されており、肩章で見分ける。現実の自衛隊の階級呼称をモチーフとしているが、『3199』で山南が一佐から宙将に昇任している事から、自衛隊のような将官二階級制ではなく一階級制であること、准尉の階級がベテラン下士官ではなく若手の士官候補生（岬百合亜）に充てられているなど異なる点もある。なお、『2202』第3話Aパートで登場するタブレット端末に表示されている紹介状に「国連軍統合参謀本部太平洋地域五軍調整官 中将 トマス・L・クラーク」と記載されており、極東管区以外における軍隊式の階級呼称の使用も確認できる。
| 区分   | 士官 (将校)                                          | 士官 (将校)                      | 士官 (将校)                         | 士官 (将校)      | 士官 (将校)              | 士官 (将校)              | 士官 (将校)              | 士官 (将校)              | 一般兵士               | 一般兵士               | 一般兵士               |                        |
| 区分   | 将官                                                 | 将官                             | 佐官                                | 佐官             | 佐官                     | 尉官                     | 尉官                     | 尉官                     | 准士官                 | 下士官                 | 兵                     |                        |
| 階級   | 宙将                                                 | 宙将                             | 一等宙佐                            | 二等宙佐         | 三等宙佐                 | 一等宙尉                 | 二等宙尉                 | 三等宙尉                 | 准宙尉                 | 宙曹                   | 宙士                   |                        |
| ------ | ---------------------------------------------------- | -------------------------------- | ----------------------------------- | ---------------- | ------------------------ | ------------------------ | ------------------------ | ------------------------ | ---------------------- | ---------------------- | ---------------------- | ---------------------- |
| 階級章 | 司令長官たる宙将の階級章                             | 宙将の階級章                     | 一等宙佐の階級章                    | 二等宙佐の階級章 | 三等宙佐の階級章         | 一等宙尉の階級章         | 二等宙尉の階級章         | 三等宙尉の階級章         | 准宙尉の階級章         | 宙曹の階級章           | 宙士の階級章           |                        |
| 備考   | 外洋防衛師団司令官 に左遷後の土方の 階級章に変更なし | 袖章 - 芹沢虎徹3本 - 藤堂信乃4本 | 谷鋼三の階級章が 錨付きとなっている |                  | ヤマト以外では銀線章あり | ヤマト以外では銀線章あり | ヤマト以外では銀線章あり | ヤマト以外では銀線章あり | ヤマト以外では線章なし | ヤマト以外では線章なし | ヤマト以外では線章なし | ヤマト以外では線章なし |

上記の階級章は基本的にヤマトのものである。ヤマト以外では、沖田・土方・山南修・芹沢虎鉄・真田・航空隊の面々などはヤマトと同じだが、それ以外では三佐の古代守など、佐官や尉官に銀線、准士官や下士官に線なしの場合もある。芹沢虎徹の勤務服や雪のパンツスーツのジャケットの袖の金線も階級章である。しかしながら、佐官では谷鋼三の階級章が錨付きの一佐であったり、下士官兵の階級章が大雑把で、一・二・三等の判別が不可能であるなど不明瞭な点もある。なおサンプルデータ程度のものではあるが、空間騎兵隊においては『星巡る方舟』では装甲宇宙服の左肩に階級章がマーキングされており、一佐である桐生は星章3つとその下に横線1本、斎藤達がV字シェブロン2本となっており、『2202』の第26話で着用していた勤務服では左袖に黒い台地に赤いV字シェブロンの階級章が確認できる。永倉志織が二本線、ほかの隊員が一本線である。

### 技術（リメイクアニメ）
旧作同様ガミラスに対して劣っているが、兵器に関しては8年に亘る戦争の中で独自に技術向上を為しており、2199年時点では三式融合弾や新型の空間魚雷など、ガミラス艦に有効なダメージを与えることが可能な兵器を有しているほか、コスモファルコンやコスモゼロなどガミラス航空機に対して互角の性能を有する航空機も開発している。
一方で、推進機関技術に関しては2199年時点でもガミラスに対して大きく遅れている。また、ガミラス艦に対して有効なショックカノンも、旧型艦には機関の出力不足の問題から1門しか搭載できない上に連射もできないなど、機関技術の遅れが他部門の制約になっていた設定もある。しかし、イスカンダルから技術供与された次元波動エンジンにより、それを搭載したヤマトは、射撃機構に波動エネルギーを組み込み小型化を実現することでショックカノンを多数搭載し、さらにエンジンの高出力により連続射撃も可能になっている。また、波動エンジンの基礎となっている次元波動理論を応用することで、強力な「波動砲」という武器と「波動防壁」という盾を開発している。
通信技術に関しては旧作同様、地球と太陽系内との超空間通信は可能であるが、ヤマトがヘリオポーズを超えて太陽系外へ出て以降は通信不能になっている。しかし、『2199』最終話では開発中の超空間リレーにより、地球と太陽系外との超空間通信も一応は可能となる。
慣性制御技術はガミラス来襲以前から有していた模様で、キリシマやユキカゼなどはスラスターをほとんど吹かさずに地表からの垂直離着陸が可能だが、艦内に人工重力を発生させるまでには至っておらず、宇宙空間を航行中の艦内は無重力状態のため、乗組員は磁力靴を履いて体を固定している。ヤマトは艦内に人工重力を発生させることが可能となっており、艦内は地球上とほぼ同じ環境になっている。

### 軍事基地・施設（リメイクアニメ）
『2199』での地下都市のデザイン（中央大病院遠景）は、宮武一貴の原案を基に小林誠が手掛けており、国連宇宙軍極東管区司令部も小林がデザインしている。デザインは旧作での地球防衛軍司令部に準拠した六角形の入り口のある形状をした建造物となっている。『2202』では、地上に司令部を含むビル群が建てられており、こちらは旧作とは大きく異なるデザインをしている。
2190年代後期には、遊星爆弾により地表面が破壊し尽くされたため、宇宙港は地下に設けられており、旧作同様スロープ状の開閉式発進口を通って艦船を整備ドックへ出入りさせるようになっている。防空隊の航空基地についても滑走路を含め地下に設けられており、地表には発進口のみが開口している。また、『2202』では、遊星爆弾の直撃により陥没・水没した地下都市上層部を活用して設置された秘匿艦船ドックの存在も描かれており、ガミラス戦役終戦後も残され、第4話でヤマトの隠匿・発進に利用されている。
小説版『2202』では、地球復興時にガミラスのバレラス宇宙港を参考にした大規模な宇宙港が地上に建設され、2202年時点では復興が民間主導に移り変わっていく流れに従い、民間の輸送会社などが運用するようになっていることが描写されている。
地球外では、『2199』の時点で月面に空間騎兵隊駐屯地などの軍事基地が設けられていたが、ガミラス空母機動部隊の空襲により壊滅した。『2202』では月面基地が再建・拡充され、火星にも基地が設置されたほか、第十一番惑星に外洋防衛師団の根拠地が設けられている。

### 劇中での描写（リメイクアニメ）
本節では軍以外についての内容も一部記述している。
劇中以前
『ヤマト』とは異なり、本編以前の描写・設定が詳細になっている。さらに『「宇宙戦艦ヤマト」という時代 西暦2202年の選択』では設定が再整理され、より詳細な内容が描かれた。
内惑星戦争
西暦2164年、植民星である火星との間で第一次内惑星戦争が勃発。火星自治政府は、かつて火星に漂着していた異星文明の宇宙船を解析・研究し、それまでとは全く異なる概念を持つ高度な宇宙戦闘艦を開発しており、それにより創設した「宇宙海軍」を以て戦争に臨んだ。2168年、国連側も火星側に対抗して宇宙海軍を創設。火星艦の設計思想を基礎とし、村雨型宇宙巡洋艦や金剛型宇宙戦艦が建造され、後に続く地球製宇宙戦闘艦の礎となった。
2160年代の第一次、2180年代の第二次の2度にわたる内惑星戦争は、最終的に地球側の勝利で幕を閉じることになる。この数年後にガミラス戦争が勃発したことにより、後年では「地球政府は異星人との戦争を予期し、内惑星戦争をその予行演習として利用していた」と評されることもある。
ガミラス戦争
西暦2191年4月1日、太陽系に侵入してくる異性文明の宇宙船と思わしき存在（ガミラス艦隊）が確認され、国連宇宙軍が内惑星防衛艦隊を招集し、史上初の太陽系外からの敵に対する防衛行動に出る。ガミラス艦隊と最初に接触したのは、沖田率いる日本艦隊だったが、軍務局長の芹沢虎鉄が現場の反対を押し切り強行した命令によって、日本艦隊の先遣艦「ムラサメ」が先制攻撃を仕掛ける。結果、起こった交戦で地球側は艦隊の8割を喪失するという大敗北を迎える。この一連のファーストコンタクトより、地球・ガミラス間に戦争が勃発するが、地球側は先制攻撃に関して緘口令を敷き、ガミラスのことを卑劣な侵略者と喧伝した上で徹底抗戦を唱える。
開戦後、ガミラス艦隊は国連宇宙軍の抗戦もあしらい、2192年ごろには火星軌道付近まで侵攻してくる。2192年6月、国連宇宙軍は火星を絶対防衛戦とした反抗作戦「カ号作戦」を立案し、第一次火星沖海戦が勃発した。その後、遊星爆弾によるロングレンジ爆撃が開始される。
2198年2月、ガミラス艦隊は再度地球圏に侵攻。国連宇宙軍は「カ2号作戦」を実行し、火星域での艦隊決戦（第二次火星沖海戦）において新開発の陽電子衝撃砲によってガミラス艦を撃沈することで、ガミラス艦隊を一時撤退させることに成功する。
しかし、これは戦術的な勝利でしかなく、戦略的には負け続けていた。地球の地表は降り続く遊星爆弾により壊滅し、地上軍・海軍・空軍の3軍も機能停止状態に陥ってしまう。人類は内惑星戦争時に建設された地下シェルターを改造した地下都市へ逃れることで、開戦から8年の歳月を辛うじて生き延びた。
戦争中、極東管区軍務局では地球脱出計画「イズモ計画」が進行していたが、2198年にイスカンダル星から次元波動エンジンの技術供与を受けたことにより、国連宇宙局極東管区行政府によってイスカンダル星へ汚染浄化システム「コスモリバースシステム」の受け取りに行く航海を目的とした「ヤマト計画」に転換される。

宇宙戦艦ヤマト2199
2199年1月17日に極東管区所属の第一艦隊が、陽動によるイスカンダルからの2人目の使者の太陽系進入の支援を目的とした「メ号作戦」を発動し、冥王星宙域でガミラス艦隊と交戦。艦隊は旗艦キリシマを残して全滅するが、陽動作戦自体は成功する。
キリシマの地球帰還後、「ヤマト計画」が発令され、宇宙戦艦ヤマトが地球を抜錨。木星圏での戦闘や「メ2号作戦」により、太陽系内のガミラス戦力は壊滅し、地球への遊星爆弾攻撃も止む。数か月後、ヤマトがコスモリバースシステムを持って地球へ帰還し、地球は救われる。
宇宙戦艦ヤマト2202 愛の戦士たち
再編され地球連邦防衛軍となる。当座の戦力不足解消のため、旧式艦を波動エンジン搭載型に設計改良したうえで新造した艦で艦隊を再編。その後、沖田がイスカンダルと交わした波動砲封印の約束を芹沢が中心となって破り、「波動砲艦隊計画」を打ち立て、波動砲装備の新型艦を多く建造している。
たった3年で完全新型艦であるアンドロメダ級を5隻も完成させる異常な建造速度を見せるが、その背景にはコスモリバースシステムの副作用によって地球内部に生じた、時間の流れの異なる空間「時間断層」の存在があり、防衛軍はこの空間を利用することで短期間で新型艦を量産している。また、軍だけでなく連邦政府も、ガミラス政府の取引によって時間断層の一部使用権と引き換えにガミラスの植民星の一部を割譲されており、復興政策から国力増強政策へと転換しつつある。
ガトランティスとの戦争が本格化すると、圧倒的な戦力差に対抗するため、時間断層の特性を利用した艦隊増産による消耗戦を展開。それに合わせるように、AI制御による艦隊の無人化や作戦立案、人体の機械化などの極端な効率化が進められるようになっていく。同時に、ガトランティスに敗北した際の第2プランとして、イズモ計画の発展型と言える「G計画」が波動実験艦「銀河」を中心に準備されていた。ガミラス軍と合同でガトランティスを迎え撃つが、膨大な戦力と白色彗星の力を前に次々と防衛線を突破され、地球近郊まで侵攻されるが、最終的にはゴレムの起動とヤマトの特攻による白色彗星の消滅によりガトランティスが滅亡したことで危機を脱する。
戦争終結から半年後、高次元宇宙に取り残された古代進・森雪の救出が国民投票により決定され、時間断層はヤマトを高次元宇宙へ送り出すためのエネルギー源として利用され消滅した。
宇宙戦艦ヤマト2205 新たなる旅立ち
時間断層の放棄によって防衛軍は軍拡路線から「地球の規模に見合った軍備の最適化」へ方針を転換した。艦隊無人化の要だったAIも時間断層と共にメインフレームが消滅したため、無人化から有人化へ回帰している。詳細は不明だが、波動砲艦隊構想に代わり、「多機能複合型標準戦艦構想」という計画が主軸になっており、アスカとヒュウガはこの計画に沿って建造された。この他にも、コスモパイソンやコスモハウンドといった試作機が開発され、試験運用されている。
ガルマン星を巡るガミラスとボラー連邦の国境紛争から戦争に巻き込まれる懸念が浮上し、平和国家となった地球の存在を喧伝する為、イスカンダルへの表敬訪問を計画。芹沢を大使とし、ヤマトを旗艦とする第65護衛隊が編成される。
前作では軍拡の要として描かれていた時間断層だが、劇中では地球の復興や経済を支えてたことが示唆され、消滅によって倒産した企業の存在が語られている。また、戦争への懸念から、この決定に懐疑的な声が出ているようで、国民投票の結果を軍が改竄したという噂まで出ており、土門竜介は「覚悟もなく、その場の勢いで選んだ」と皮肉っている。一方、ヤーブによれば、ガミラスでも時間断層消滅の経緯は伝わっており、地球の決断を称賛しているという。

### 所有メカ（リメイクアニメ）

#### 艦船（リメイクアニメ）

##### 戦艦（リメイクアニメ）
- 宇宙戦艦ヤマト
  - 波動実験艦 銀河
- 金剛型宇宙戦艦
  - 金剛改型宇宙戦艦 / 金剛改II型宇宙戦艦
- 前衛武装宇宙艦（アンドロメダ級）
- 前衛航宙艦（ドレッドノート級）

##### 巡洋艦（リメイクアニメ）
- 村雨型宇宙巡洋艦
  - 村雨改型宇宙巡洋艦
- パトロール艦

##### 駆逐艦 / フリゲート（リメイクアニメ）
- 磯風型突撃宇宙駆逐艦
  - 磯風改型突撃宇宙駆逐艦
- 護衛艦

##### 空母 / 補給艦（リメイクアニメ）
- ドレッドノート改級補給母艦 (アスカ級)
- ドレッドノート改級戦闘空母 (ヒュウガ級)

#### 航空機・宇宙艇（リメイクアニメ）
- 零式52型空間艦上戦闘機（コスモゼロ）
- 99式空間戦闘攻撃機（コスモファルコン）
- 試製艦載戦術戦闘機（コスモタイガーI）
- 1式空間戦闘攻撃機（コスモタイガーII）
- 試製空間戦闘攻撃機（コスモパイソン）
- 空間汎用輸送機SC97（コスモシーガル）
- 100式空間偵察機
- 空間戦術偵察機SSR-91（コスモスパロー）
- 作業用装載艇
- 90式内火艇
- キ8型試作宙艇
- 標準内火艇5号型

#### 陸戦兵器（リメイクアニメ）
- 2式空間機動甲冑
- 5式空間機動甲冑

#### 兵器・関連技術（リメイクアニメ）
- 次元波動超弦跳躍機関（次元波動エンジン）
- 次元波動爆縮放射機（波動砲）
- 次元波動振幅防御壁（波動防壁）
- 陽電子衝撃砲（ショックカノン）
- 三式融合弾
- 波動カートリッジ弾
- 亜空間ソナー
- 光線砲
  - 高圧増幅光線砲
    - ヤマト以前の地球艦艇の主兵装。光線の色は緑色。ガミラス艦の装甲に対しては完全に威力不足で、傷一つすらつけられずに弾かれてしまう[注 15]。豊田巧の小説版『2199』の設定では、ショックカノンが開発されるまでは地球最強だった兵器だったとされる[44]。

  - 速射光線砲
    - 対空迎撃に使用される砲。光弾の色は赤。豊田巧の小説版の設定では、高周波をかけられたガスを熱電子でプラズマ化し、超伝導リニアで誘導して発射するという原理である[45]。同小説版では、戦艦キリシマに装備されている対宙機銃[注 16]も同一原理であり、毎分千発の速射性能を持っていると表現されている[46]。
- 空間魚形宙雷（空間魚雷）
  - 豊田巧の小説版の描写では、大量の高性能炸薬を搭載したロケット推進弾で、ビームより弾速に劣るが破壊力は大きい[47]。ミサイルとの明確な違いは不明[注 17]。
- 超空間通信